# ブロンクス・ホワイトストーン橋
ブロンクス・ホワイトストーン橋（英語:Bronx-Whitestone Bridge）はアメリカ・ニューヨーク市にある大型自動車用吊り橋。
橋の上を高速道路ハイウェイ678号線を通っており、ブロンクス地域からイースト・リバーを渡るために機能している。長さは数㎞に達する大きな橋である。